# Peter S. Gray
Pour les articles homonymes, voir Peter Gray et Gray.
Peter S. Gray (né le 24 novembre 1957 à Paget) est un cavalier bermudien de concours complet.

## Carrière
Gray est présent aux Jeux olympiques d'été de 1980 alternatifs. Il est ensuite dans l'épreuve de concours complet aux Jeux olympiques d'été de 1984 et 1988. Il abandonne en 1984 et prend la 31e place en 1988.
Il obtient la nationalité canadienne en 1995. Aux Jeux d'été de 1996 et de 2000, il est entraîneur de l'équipe équestre canadienne et, en 2004, il est choisi comme remplaçant pour l'équipe de concours complet. Il commence à faire des concours de dressage mais n'atteint jamais le niveau olympique. Il est le cofondateur d'Equiventures, une société d'organisation d'événements équestres.